# Comisarul Roman
Comisarul Mihai Roman este un comisar de poliție fictiv interpretat de actorul Ilarion Ciobanu în filmele „Conspirația” (1972), „Cu mâinile curate” (1972), „Ultimul cartuș” (1973), „Departe de Tipperary” (1973) și „Capcana” (1973). Spre deosebire de non-partizanul Miclovan, Roman a fost întotdeauna un adept al comunismului.